# Jan Nolet de Brauwere van Steeland

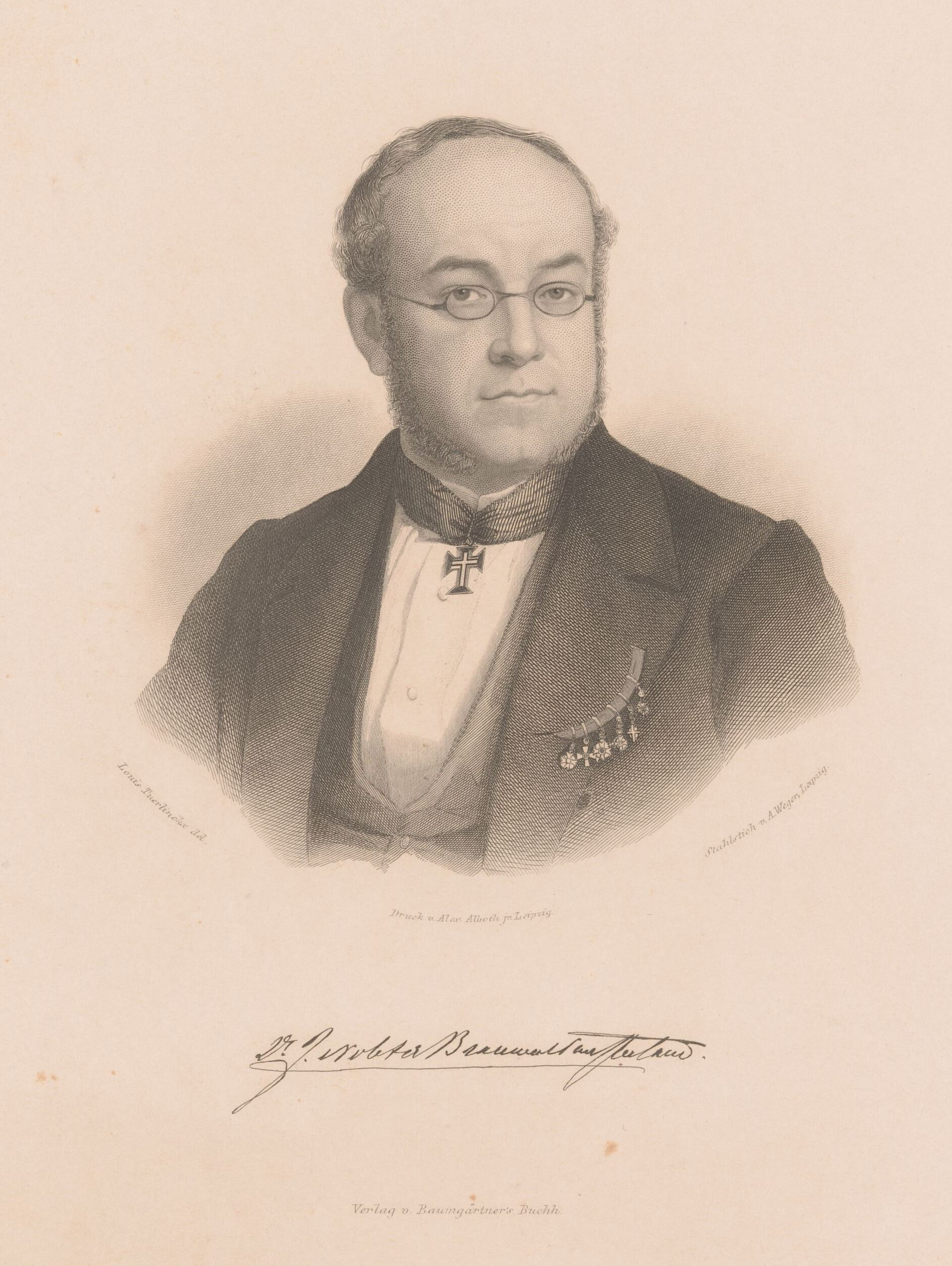
Jan Nolet de Brauwere van Steeland

Jan Karel Huibert Nolet de Brauwere van Steeland (* 23. Januar 1815 in Rotterdam; † 21. Juni 1888 in Vilvoorde) war ein niederländisch-flämischer Dichter.

## Leben
Nolet studierte auf der Katholischen Universität Löwen und ließ sich dann als Privatmann in Brüssel nieder. Ab 1849 war er Mitglied der dortigen Akademie und wurde bei den Versammlungen des Sprachkongresses und Sprachverbandes wiederholt zum Präsidenten gewählt. Seine erste größere Dichtung war Noami (Löwen 1840); ihr folgten: Ambiorix (das. 1841; 2. Aufl., Brüss. 1846), Dichtluimen (Löwen 1842), Ernst en boert (Brüssel 1847), Zwart op wit (Amsterdam 1853), Het groote dietsche vaderland (Brüssel 1857) und andere, welche in der Gesamtausgabe seiner Gedichte (Amsterdam 1859, 2 Bde., ein weiterer Band 1871) enthalten sind. Mit Humor ist sein Prosawerk Een reisje in het Noorden (Löwen 1843) geschrieben. Früher ein eifriger Verehrer und Förderer alles Deutschen, schlug er nach 1866 zum erbitterten Gegner Preußens und Deutschlands um, wie seine in der Akademie gehaltene Rede: Du pan-germanisme et de ses influences sur la littérature flamande (1868) bewies. Gesammelt erschienen noch (in den Oeuvres complètes, 1859–1884, 7 Bde.) seine früheren Prosawerke (1873, 2 Bde.); seine neueren als: Poezij euproza (1877) und Poezij en lettercritiek (1884).
Die Académie royale des Sciences, des Lettres et des Beaux-Arts de Belgique nahm ihn 1849 als assoziiertes Mitglied auf.